# Norbert Hethke Verlag
Der Norbert Hethke Verlag mit Sitz in Schönau wurde 1977 von Norbert Hethke, einem großen Fan von Hansrudi Wäscher und dessen Comics, die in den 1950ern und 1960ern im Walter Lehning Verlag erschienen, gegründet. Der Verlag wurde am 31. Dezember 2007, wenige Monate nach dem Tod Norbert Hethkes, geschlossen. Seitdem ist auch die ehemalige Webseite nicht mehr verfügbar. Danach wurden die Produkte aus dem Hethke Verlag noch ca. zwei Jahre durch seinen Sohn Volker Hethke vertrieben. 

## Beschreibung
Der Verlag veröffentlichte Die Sprechblase und den Deutschen Comicpreiskatalog. Außerdem hatte er ein großes Nachdruckprogramm. Es dürfte fast das komplette Comic-Programm des Lehning-Verlags in der einen oder anderen Form von Norbert Hethke veröffentlicht worden sein, sei es als Faksimile im Piccolo- oder Großband-Format, oder sei es als Softcover- oder Hardcover-Album. Darüber hinaus publizierte der Verlag auch neue Geschichten mit den alten Helden. 
Norbert Hethke veranstaltete die halbjährlich stattfindende große Comicbörse in Köln-Mülheim (jeweils am ersten Samstag im Mai und November).
Der Verlag brachte die in Deutschland in den 1950ern immer wieder von der Bundesprüfstelle beanstandete Serie Akim von Augusto Pedrazza  komplett auf Deutsch heraus. Die Reihe brachte es in Italien in zwei Serien auf fast 900 Hefte, von denen aber damals nur knapp 100 von Walter Lehning herausgebracht wurden, bevor dieser die Serie an Wäscher übergab, woraufhin es keine Probleme mehr in Deutschland gab, aber dafür umso mehr Ärger mit den italienischen Lizenzgebern. Seit einigen Jahren lief nun diese klassische Serie in deutscher Erstveröffentlichung.
Für die Nachdrucke im Hethke-Verlag produzierte Wäscher noch einige „Kostbarkeiten“: So beendete er die im September 1959 mitten in der Geschichte unterbrochene Serie Akim, Neue Abenteuer 30 Jahre später mit dem neuen Heft 197, die zweite Falk-Piccolo Serie, die 1968 nach 17 Ausgaben ohne vernünftigen Abschluss beendet wurde, beendete er nach 20 Jahren in einem Softcover-Album; diese Geschichte wurde später auf fünf Piccolos ummontiert und mit den Nummern 18–22 als Ende der zweiten Serie herausgegeben.
Als Bonusheft für die Abonnenten des ersten Nachdrucks der ersten Sigurd-Reihe produzierte Wäscher Sigurd Nr. 325, in welchem er Nick und Freunde auf Sigurd und Freunde treffen ließ.
In den 1990er Jahren versuchte sich Norbert Hethke auch an Telefonkarten (meist mit Wäscher-Helden) und Tradingcards (ausschließlich mit Wäscher-Helden).
Es erschien ein Neudruck der Reihe Illustrierte Klassiker, dabei wurden neue Hefte veröffentlicht.

## Neuerscheinungen
Neben unzähligen Nachdrucken hauptsächlich aus den 1950ern und 1960ern hat der Norbert Hethke Verlag auch neue Comics mit den alten Helden herausgebracht. So erschien, wie erwähnt, der Akim von Pedrazza in deutscher Erstveröffentlichung, außerdem schrieb Hansrudi Wäscher noch neue Geschichten um Sigurd, Nick und Falk, die er teilweise selber zeichnet. Mit durchschnittlich zwei Piccolos im Monat konnte der Sammler von früher aber auch heute noch regelmäßig neue Abenteuer der Helden seiner Jugend im damals beliebten Streifenheftchen-Format lesen.

## Hansrudi Wäscher
Hansrudi Wäscher war Zeichner für den Walter Lehning Verlag, Hann.Münden / Hannover (bis 1968) und anschließend für den Bastei Verlag, Bergisch Gladbach (ab 1969, Verlagsgruppe Lübbe) und arbeitete für Reprints der früheren Werke für den Norbert Hethke Verlag.
Hansrudi Wäscher produzierte für den Hethke-Verlag regelmäßig Zeichnungen, beschränkte sich dabei aber später auf Cover für verschiedene Publikationen, hauptsächlich die Nachdrucke und Neuauflagen seiner Comics. Früher fertigte Wäscher auch noch viele neue Abenteuer seiner Helden für die Sprechblase an, die dann später nochmal gesondert nachgedruckt wurden.
Eine Ausnahme bildet die Reihe Fenrir, die Wäscher komplett neu kreierte und exklusiv für Norbert Hethke erschuf.